# Pattinaggio di velocità ai I Giochi olimpici giovanili invernali - 500 m femminile
La gara dei 500 metri femminili di pattinaggio di velocità ai I Giochi olimpici giovanili invernali di Innsbruck 2012 si è svolta alla Eisschnellaufbahn il 14 gennaio. Hanno preso parte a questa gara 16 atlete in rappresentanza di 14 nazioni.

## Risultati
| Pos. | Nome                  | Nazione       | Corsa 1  | Corsa 1 | Corsa 1 | Corsa 2  | Corsa 2 | Corsa 2 | Totale | Totale   |
| Pos. | Nome                  | Nazione       | Batteria | Tempo   | Pos.    | Batteria | Tempo   | Pos.    | Tempo  | Distacco |
| ---- | --------------------- | ------------- | -------- | ------- | ------- | -------- | ------- | ------- | ------ | -------- |
|      | Jang Mi               | Corea del Sud | 6        | 40"881  | 1       | 8        | 40"808  | 1       | 81"68  |          |
|      | Shi Xiaoxuan          | Cina          | 6        | 41"981  | 2       | 8        | 42"345  | 2       | 84"32  | +2"64    |
|      | Martine Lilloy Bruun  | Norvegia      | 7        | 43"984  | 4       | 7        | 43"535  | 4       | 87"51  | +5"83    |
| 4    | Suzanne Schulting     | Paesi Bassi   | 8        | 43"959  | 3       | 7        | 43"766  | 6       | 87"72  | +6"04    |
| 5    | Leia Behlau           | Germania      | 5        | 44"367  | 5       | 6        | 43"768  | 7       | 88"13  | +6"45    |
| 6    | Svetlana Mal'ceva     | Kazakistan    | 4        | 44"535  | 6       | 6        | 43"646  | 5       | 88"18  | +6"50    |
| 7    | Gloria Malfatti       | Italia        | 2        | 44"605  | 7       | 5        | 44"120  | 8       | 88"72  | +7"04    |
| 8    | Nikol Zdráhalová      | Rep. Ceca     | 2        | 44"979  | 8       | 5        | 44"860  | 10      | 89"83  | +8"15    |
| 9    | Michelle Uhrig        | Germania      | 7        | 45"169  | 9       | 4        | 44"959  | 11      | 90"12  | +8"44    |
| 10   | Anne Michiels         | Belgio        | 1        | 45"271  | 10      | 3        | 45"688  | 14      | 90"95  | +9"27    |
| 11   | Laura De Candido      | Italia        | 3        | 45"481  | 11      | 2        | 45"496  | 12      | 90"97  | +9"29    |
| 12   | Bianca Lorena Stanica | Romania       | 4        | 45"968  | 13      | 1        | 45"635  | 13      | 91"60  | +9"92    |
| 13   | Natallja Chramcova    | Bielorussia   | 8        | 45"609  | 12      | 4        | 46"393  | 15      | 92"00  | +10"32   |
| 14   | Enkh-Ariun Altantulga | Mongolia      | 1        | 47"121  | 14      | 3        | 47"635  | 16      | 94"75  | +13"07   |
| 15   | Marina Sal'nikova     | Russia        | 5        | 82"075  | 15      | 2        | 43"345  | 3       | 125"42 | +43"74   |
| 16   | Kaja Ziomek           | Polonia       | 3        | 82"75   | 16      | 1        | 44"779  | 9       | 127"52 | +45"84   |